# Rafael Sáez
Rafael Carlos Sáez Aboal (Pontevedra, 2 de abril de 1962), conocido como Rafa Sáez, es un exfutbolista y entrenador de fútbol español. Actualmente es director deportivo del Arosa Sociedad Cultural.

## Carrera deportiva
Desde muy joven compaginó su profesión como jugador de fútbol con su vocación de entrenador. Siguiendo los pasos de su padre que había sido guardameta, se inició en la Cultural de Mourente, Salgueiriños Club de Fútbol y Arosa S. C., equipo en donde arrancó su carrera como futbolista profesional en la temporada 1979-80, que continuó en el Pontevedra C. F. desde el año 1987 hasta 1993. Defendió los colores del primer equipo de la capital ostentando la capitanía y viviendo momentos duros como la etapa en la que el entrenador Milucho y el plantel se hicieron cargo de la entidad por un vacío de poder. En 1994 se retiraría jugando en el Club Juventud Cambados. 
Con 18 años fundó la Agrupación Cultural Deportiva A Seca, barrio de donde es nativo, de la que fue presidente, entrenador y "alma mater" durante 15 temporadas, convirtiendo al club en un referente en el fútbol base nacional. Ejerció como Seleccionador de la Delegación de Pontevedra en categoría cadete dos temporadas, lo que le valió para catapultarse al cargo de Seleccionador de la Federación Gallega de Fútbol en las categorías Sub-15 y Sub-17 durante seis años, cosechando extraordinarios resultados deportivos, y a nivel de promoción de jugadores gallegos a los diferentes combinados nacionales. En varias citas internacionales formó parte del cuerpo técnico de la RFEF como colaborador de Iñaki Sáez y Ginés Meléndez. 
Como técnico profesional debutó en el Pontevedra Club de Fútbol de segundo entrenador de Roberto Robles para posteriormente asumir el puesto de máximo responsable. Su mejor prestación la desempeñó en las categorías inferiores del Real Club Celta de Vigo en donde permaneció durante seis temporadas, desde 2001 hasta 2007, debutando como entrenador del equipo juvenil de División de Honor y proclamándose campeón de Liga y Semifinalista de Copa del Rey. Dirigió al Real Club Celta de Vigo "B" a lo largo de cuatro temporadas, destacando la 2003-04 en donde el filial celtiña disputó la fase de ascenso a 2.ª División. En esa misma temporada formó tamdem junto a Ramón Carnero en sustitución de Radomir Antić con el reto de intentar salvar al primer equipo del descenso a Segunda en las últimas ocho jornadas del campeonato. 
Tras un breve paso por el Logroñés C. F., volvería a entrenar al Pontevedra C. F. en el año 2008. Desde el mes de julio de 2011 desempeñó el cargo de Director de la Escuela de Entrenadores de la Federación Gallega de Fútbol. El 23 de octubre de 2013 es contratado por el Coruxo Fútbol Club para dirigir al equipo en Segunda B en sustitución de Antonio Gómez Fernández.

## Clubes

### Como jugador
| Club             | País   | Año       |
| ---------------- | ------ | --------- |
| Arosa S. C.      | España | 1979-1987 |
| Pontevedra C. F. | España | 1987-1993 |
| C. J. Cambados   | España | 1993-1994 |

### Como entrenador
| Club                                         | País   | Año       |
| -------------------------------------------- | ------ | --------- |
| Seleccionador de la Delegación de Pontevedra |        |           |
| Selección de Galicia sub-15 y sub-17         |        |           |
| Pontevedra C. F. (asistente)                 | España | 1998-2000 |
| Pontevedra C. F.                             | España | 2000      |
| R. C. Celta de Vigo (juvenil)                | España | 2001-2003 |
| R. C. Celta de Vigo "B"                      | España | 2003-2007 |
| R. C. Celta de Vigo (asistente)              | España | 2004      |
| Logroñés C. F.                               | España | 2008      |
| Pontevedra C. F.                             | España | 2008-2009 |
| Coruxo F. C.                                 | España | 2013-2018 |
| Arosa S. C.                                  |        | 2018-2021 |